# System ligowy piłki nożnej w Irlandii Północnej
System ligowy piłki nożnej w Irlandii Północnej
| Klasa | Liga                                       | Liga                                       | Liga                                       | Liga                                       | Liga                                       | Liga                                       |
| ----- | ------------------------------------------ | ------------------------------------------ | ------------------------------------------ | ------------------------------------------ | ------------------------------------------ | ------------------------------------------ |
| 1     | NIFL Premiership 12 klubów                 | NIFL Premiership 12 klubów                 | NIFL Premiership 12 klubów                 | NIFL Premiership 12 klubów                 | NIFL Premiership 12 klubów                 | NIFL Premiership 12 klubów                 |
| 2     | NIFL Championship 12 klubów                | NIFL Championship 12 klubów                | NIFL Championship 12 klubów                | NIFL Championship 12 klubów                | NIFL Championship 12 klubów                | NIFL Championship 12 klubów                |
| 3     | NIFL Premier Intermediate League 12 klubów | NIFL Premier Intermediate League 12 klubów | NIFL Premier Intermediate League 12 klubów | NIFL Premier Intermediate League 12 klubów | NIFL Premier Intermediate League 12 klubów | NIFL Premier Intermediate League 12 klubów |